# Cookeilanden op de Olympische Zomerspelen 2016
De Cookeilanden namen deel aan de Olympische Zomerspelen 2016 in Rio de Janeiro, Brazilië. De selectie bestond uit negen atleten, actief in vijf verschillende sporten en was daarmee de grootste olympische delegatie in de geschiedenis van de eilandengroep. Kanovaarster Ella Nicholas droeg de vlag van de Cookeilanden tijdens de openingsceremonie.

## Deelnemers en resultaten
(m) = mannen, (v) = vrouwen 

### Atletiek
| Olympiër        | Discipline | Resultaat | Prestatie                                        |
| --------------- | ---------- | --------- | ------------------------------------------------ |
| Alex Beddoes VS | 800m (m)   | 51e       | serie 3: 9de in 1.52,76                          |
|                 |            |           |                                                  |
| Patricia Taea   | 100m (v)   | 59e       | voorronde 2: 2de in 12,30 serie 5: 8ste in 12,41 |

### Gewichtheffen
| Olympiër     | Discipline | Resultaat | Prestatie                                                    |
| ------------ | ---------- | --------- | ------------------------------------------------------------ |
| Luisa Peters | +75kg (v)  | 14e       | trekken: 14de met 100kg stoten: 14de met 124kg totaal: 224kg |

### Kanovaren
| Olympiër         | Discipline     | Resultaat | Prestatie                                               |
| Slalom           | Slalom         | Slalom    | Slalom                                                  |
| ---------------- | -------------- | --------- | ------------------------------------------------------- |
| Bryden Nicholas  | K-1 slalom (m) | 21e       | voorronde: run 1: 18de in 105,18 run 2: 20ste in 125,64 |
|                  |                |           |                                                         |
| Ella Nicholas VO | K-1 (v)        | 18e       | voorronde: run 1: 17de in 119,69 run 2: 21ste in 316,72 |

### Zeilen
| Olympiër      | Discipline       | Resultaat | Prestatie                                    |
| ------------- | ---------------- | --------- | -------------------------------------------- |
| Taua Henry    | Laser (m)        | 46e       | 362 punten: (40-39-43-34-37-40-45-BFD-44-41) |
|               |                  |           |                                              |
| Teau McKenzie | Laser Radial (v) | 35e       | 303 punten: (30-36-35-37-34-32-33-35-34-35)  |

### Zwemmen
| Olympiër             | Discipline           | Resultaat | Prestatie                |
| -------------------- | -------------------- | --------- | ------------------------ |
| Wesley Roberts       | 1500m vrije slag (m) | 44e       | serie 1: 5de in 15.44,32 |
|                      |                      |           |                          |
| Tracy Keith-Matchitt | 100m vrije slag (v)  | 38e       | serie 2: 7de in 58,90    |